# Рдутув (Лодзинське воєводство)
Рдутув (пол. Rdutów) — село в Польщі, у гміні Нові Острови Кутновського повіту Лодзинського воєводства.
У 1975-1998 роках село належало до Плоцького воєводства.